# Lienella quadriannulata
Lienella quadriannulata là một loài tò vò trong họ Ichneumonidae.